# Micromedetera shannoni
Micromedetera shannoni är en tvåvingeart som beskrevs av Robinson 1975. Micromedetera shannoni ingår i släktet Micromedetera och familjen styltflugor.
Artens utbredningsområde är Panama. Inga underarter finns listade i Catalogue of Life.